# 薛迅

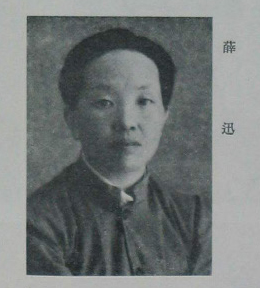
薛迅近照

薛迅（1910年—1978年9月28日），女，河南开封人，中国共产党及中华人民共和国官员。

## 生平
1910年，薛迅生于河南开封。17岁考入北平国立女子大学，1929年春转入北平大学艺术学院。1929年起，从事革命活动，先参加读书会，后加入中国左翼作家联盟，任文艺新闻社记者。1930年参加中国共产主义青年团，同年参加中国共产党，并任任中国共产主义青年团北平市西城区委书记兼儿童局书记。1931年九一八事变爆发，她组织北平大学艺术学院学生参加北平学生反对国民党“不抵抗主义”的罢课示威，并宣传抗日，被北平大学艺术学院开除。她随即和林枫、陈沂等共同领导学生赴南京请愿示威，学生分为请愿团和示威团，她任示威团指挥之一。抵达南京后，示威团向国民政府代表陈铭枢递交《质问书》，后张道藩、陈果夫令军警向示威团开枪，此后薛迅在南京两次被捕，后被释放。
回到北平后，1932年5月，薛迅任北平市人民武装自卫委员会妇女部长，后历任中共北平市委妇女部长、中共天津市委宣传部长、中共济南市委宣传部长。1933年6月，她来到上海，任中共中央内部交通，于同年10月中旬第三次被捕，遭受酷刑，身受重伤。1937年春，在第二次国共合作谈判中，中共代表周恩来提出让国民党释放政治犯。同年9月下旬，薛迅等关押在首都反省院的政治犯获无条件释放，薛迅于11月到延安中央党校学习。
抗日战争时期，历任中共冀鲁豫省工作委员会妇女部长和宣传部长、中共晋豫特委组织部长、中共晋豫地委组织部长、中共太北区党委委员兼党校校长、中共太岳区党委组织部长、中共太岳区地委书记兼军分区政治委员。第二次国共内战时期，历任中共冀南区党委宣传部长、中共河北省委组织部长。
中华人民共和国成立后，薛迅任中共河北省委副书记和河北省人民政府副主席。1952年，在统购统销实行前，薛迅对“余粮征购”表示不同意见，并致信中共中央华北局书记刘澜涛反映这一意见。1955年，她由于1952年的不同意见而被给予党内警告处分，免去中共河北省委副书记和河北省人民政府常务副主席职务，降级使用。此后，她任石油工业部部长助理。1959年2月，她任中共北京师范大学党委副书记、北京师范大学副校长。
1978年9月28日，薛迅在北京病逝。享年68岁。
1979年1月13日，薛迅追悼会在北京举行。按照其遗愿，其全部骨灰撒在北京西郊山区。